# Батальйон «Братство»
Батальйон «Братство» —  український християнський добровольчий підрозділ спеціального призначення ГУР МО, створений 24 лютого 2022 року, після початку російського вторгнення в Україну. Батальйон заснований українським письменником і громадським діячем Дмитром Корчинським.

## Історія
Під час боїв на Київщині батальйон брав активну участь в боях на Баришівському напрямку оборони, зокрема брав участь в звільнені сіл Лук'янівка, Рудницьке, Нова Басань, Перемога. Згодом продовжив бойовий шлях на Харківщині, поблизу міста Ізюм. Відділ аеророзвідки батальйону брав участь у звільненні міста Херсон. Також, бійці батальйону брали участь в диверсійних операціях в Енергодарі, на Херсонщині, Бєлгородщині, Брянщині.
Бійці батальйону виконують диверсійні виходи в глибокий тил ворога, зокрема на території РФ. Частина підрозділу брала участь в обороні Бахмута, де понесла свої найбільші втрати.
В вересні 2023 року бійці підрозділів «Стугна» та «Братство» брали участь у поверненні так званих «вишок Бойка».
У жовтні 2023 року спецпризначенці «Стугни» та «Братства» десантувались на території Кримського півострова та нанесли вогневе ураження окупаційним військам.
В травні-червні 2024 року підрозділ брав участь в боях на півночі Харківської області.
В січні 2025 року батальйон відправлений на стримування російського наступу на Покровськ. Зокрема, підрозділ брав участь в облаштуванні оборони міста Покровськ.

## Структура
- Братська рота Ісуса Христа [9]
- Рота Катехон

## Командування
- Командир підрозділу — Олексій Середюк «Боргезе».[10]

## Втрати
- Євген Ролдугін «Тунгус» загинув 12 вересня 2022 року на Харківщині. Був учасником Революції гідності. У 2014 році добровільно став на захист батьківщини. До цього був професійним спортсменом і займався бразильським джіу-джитсу[11].
- Американський доброволець «Флеш», 8 грудня 2022
- Наприкінці грудня 2022 року диверсійна група «Братства» потрапила в засідку в Брянській області, в ході бою загинули бійці Максим Михайлов, Тарас Карп'юк, Богдан Лягов, Юрій Горовець[12]
- 19 квітня 2023 року в боях під Бахмутом загинули американець Купер Тернер Ендрюс, ірландець Фінбар Кафферкей, мексиканець Бредлі Томас Ярема та Дмитро Петров[13].
- Богдан Кряж, студент 3го курсу Харківського Національного юридичного університету ім. Я.Мудрого, факультет адвокатури, доброволець, брав участь в боях під Бахмутом за що був нагородженний медаллю «Україна понад усе». Загинув 4 липня 2023 на Запорізькому напрямку в селі Жереб'янки, Васильківського району під час евакуації поранених[14][15].
- В ході боїв за Вовчанськ підрозділ поніс втрати пораненими і загиблими. Один боєць потрапив в полон[16].
- Жук Костянтин Олександрович «Нельсон». Загинув 12 травня 2024 в ході боїв за Вовчанськ, командир штурмової групи, полковник[17][18].